# IIHF Women’s Challenge Cup of Asia 2015
Der IIHF Women’s Challenge Cup of Asia 2015 der Division I war die fünfte Austragung des durch die Internationale Eishockey-Föderation IIHF durchgeführten Wettbewerbs. Das Turnier wurde am 6. und 7. November 2014 in Taipeh, der Hauptstadt Republik China (Taiwan), ausgetragen. Gespielt wurde im 800 Zuschauer fassenden Annex Ice Rink.
Durch die Absage der Top-Division und zahlreicher weiterer Rückzüge nahmen lediglich drei Mannschaften am Turnier der Division I teil, nachdem im Vorjahr mit acht Mannschaften noch ein Teilnehmerrekord aufgestellt worden war. Den Titel sicherte sich die Mannschaft der Republik China (Taiwan), die alle vier ihrer Turnierspiele deutlich gewann. Die weiteren Plätze belegten Thailand und Hongkong.

## Modus
Die drei teilnehmenden Mannschaften spielten eine Doppelrunde im Modus Jeder-gegen-Jeden.

## Austragungsort
| \| Taipeh \|                   |
| Austragungsort des Wettbewerbs |
| Taipeh                         |

| Taipeh |

## Turnierverlauf
| 6. November 2014 9:00 Uhr (Ortszeit) | Republik China (Taiwan) | 7:0 (1:0, 3:0, 3:0) Spielbericht | Hongkong | Annex Ice Rink, Taipeh Zuschauer: 437 |

| 6. November 2014 14:00 Uhr | Republik China (Taiwan) | 3:1 (0:0, 2:0, 1:1) | Thailand | Annex Ice Rink, Taipeh |

| 6. November 2014 19:00 Uhr | Hongkong | 1:3 (1:1, 0:0, 0:2) | Thailand | Annex Ice Rink, Taipeh |

| 7. November 2014 9:00 Uhr | Thailand | 1:7 (0:3, 0:3, 1:1) | Republik China (Taiwan) | Annex Ice Rink, Taipeh |

| 7. November 2014 14:00 Uhr | Hongkong | 3:2 n. P. (1:2, 1:0, 0:0, 0:0, 1:0) | Thailand | Annex Ice Rink, Taipeh |

| 7. November 2014 19:00 Uhr | Republik China (Taiwan) | 7:0 (1:0, 3:0, 3:0) | Hongkong | Annex Ice Rink, Taipeh |

| Pl. |                         | Sp | S | OTS | OTN | N | Tore  | Punkte |
| 1.  | Republik China (Taiwan) | 4  | 4 | 0   | 0   | 0 | 24:02 | 12     |
| 2.  | Thailand                | 4  | 1 | 0   | 1   | 2 | 07:14 | 4      |
| 3.  | Hongkong                | 4  | 0 | 1   | 0   | 3 | 04:19 | 2      |

Abkürzungen: Pl. = Platz, Sp = Spiele, S = Siege, OTS = Siege nach Verlängerung (Overtime) oder Penaltyschießen, OTN = Niederlagen nach Verlängerung oder Penaltyschießen, N = Niederlagen